# بروم، کبک
بروم (به فرانسوی: Brome) روستای در منطقه شهری بروم-میسیسکوا ناحیه مونترژی در استان کبک کانادا است. در سرشماری سال ۲۰۱۱ این روستا ۲۵۱ نفر جمعیت داشته‌است و مساحت آن ۱۱٫۷۵ کیلومتر مربع است.